# Lanista varelai
Lanista varelai är en insektsart som beskrevs av Bolívar, I. 1906. Lanista varelai ingår i släktet Lanista och familjen vårtbitare. Inga underarter finns listade i Catalogue of Life.